# 749 (číslo)
Sedm set čtyřicet devět je přirozené číslo. Následuje po čísle sedm set čtyřicet osm a předchází číslu sedm set padesát. Římskými číslicemi se zapisuje DCCXLIX nebo IDCCL a řeckými číslicemi ψμθ.

## Matematika
749 je:
- Deficientní číslo
- Poloprvočíslo
- Nešťastné číslo

## Astronomie
- (749) Malzovia je planetka planetka hlavního pásu, kterou objevil v roce 1913 Sergej Ivanovič Beljavskij

## Roky
- 749
- 749 př. n. l.